# 1840-ві

## Події

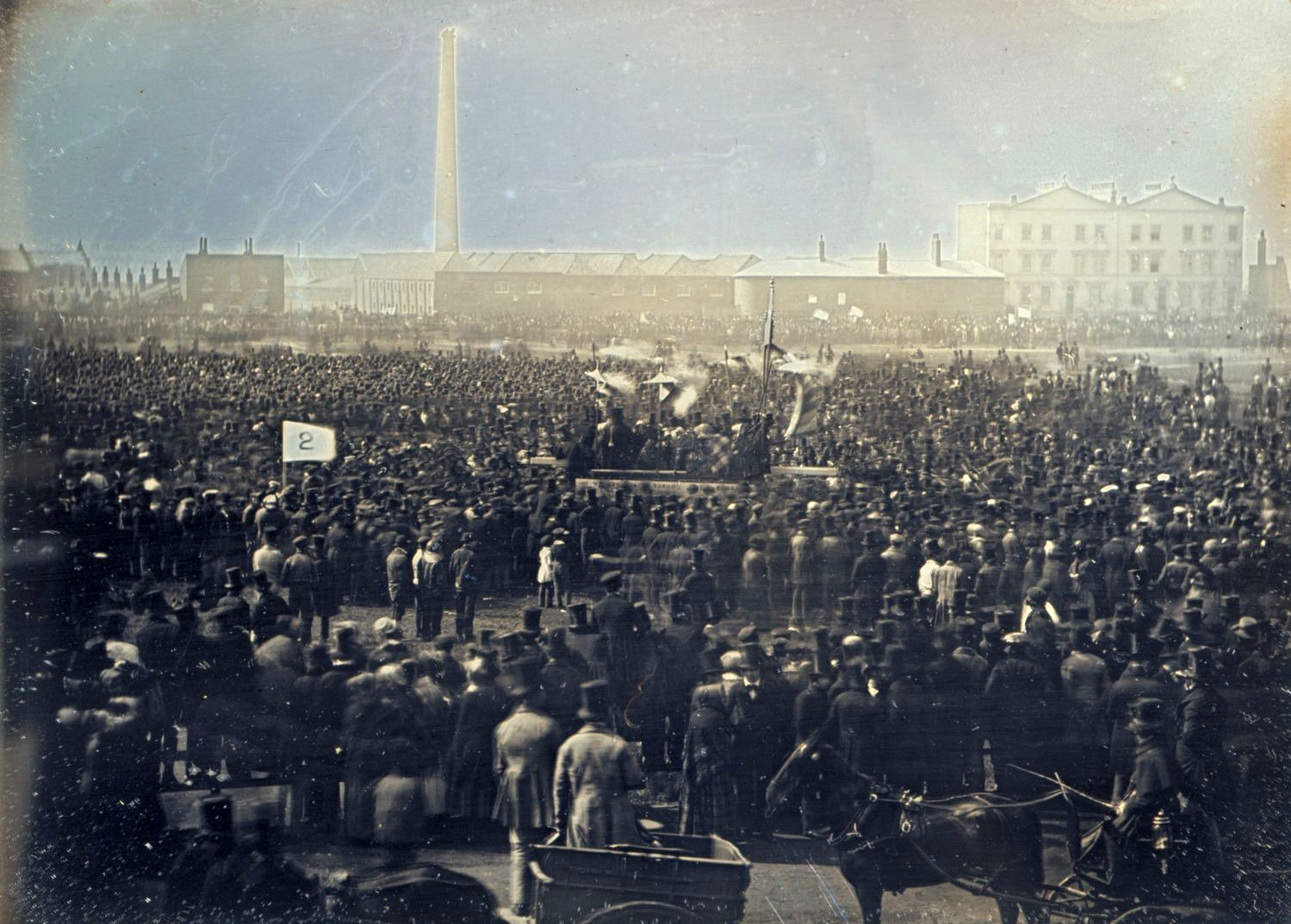
Збори чартистів у Лондоні, 1848

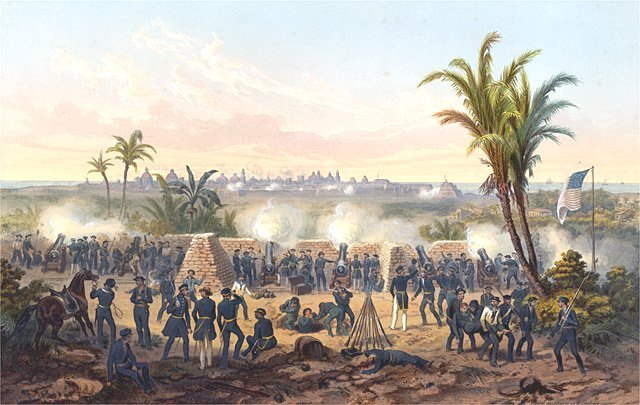
Американо-мексиканська війна (1848–1849). Облога Веракрус

- Засновано Нову Зеландію як частину володінь британської монархії, згідно з договором Вайтангі з корінним народом (1840). Війна за флагшток (1845–1846) у серії Новозеландських земельних воєн (1845–1872).
- Перша опіумна війна (1840–1842) між Великою Британією та Китаєм стала початком тривалого ослаблення Китаю, поневолення його європейськими державами, та призвела до високого росту наркоманії та смертності населення; допомогла змінити торговий баланс між країнами на користь Британської імперії.
- Зруйновано імперію Сикхів (1799–1849) в результаті двох англо-сикхських воєн (1845–1846 та 1848–1849).
- Здійснено першу публічну демонстрацію роботи телеграфа по лінії між містами Вашингтон і Балтимор, що започаткувало його широке застосування (1844; Семюел Морзе).
- Ірландський картопляний голод (1845–1849), що закінчився епідемією холери, забрав життя до 1.5 млн осіб і поклав початок масової еміграції ірландців.
- Внаслідок Американо-мексиканської війни (1848–1849) Техас приєднаний до США. Мормони починають найбільшу вимушену міграцію в американській історії (1846), утворення штату Юта (1850). Каліфорнійська золота лихоманка (1848–1855) залучила близько 300 тисяч чоловік і послужила створення штату Каліфорнія (1850).
- Повсталі індіанці починають юкатанську війну рас (1847–1901; культ «Розмовляючих хрестів»).
- Економічна криза 1847.
- Революції 1848—1849 років у Франції, Австрійській імперії, Німеччині, Італійських державах, на Волощині. Опублікований «Маніфест комуністичної партії» (1848; Маркс; Енгельс). Перший конгрес з прав жінок в США підняв питання рівноправності у прийнятій ним «Декларації почуттів» (1848).

## Наука

### Винаходи та відкриття
- 1841 — Уран отримано в чистому вигляді (Ежен-Мелькіор Пеліго[en]).
- 1843 — «Елементи аналітичної машини Чарлза Беббіджа» (початок програмування для механічних комп'ютерів; Ада Лавлейс).
- 1844 — Телеграф електричний, публічна демонстрація міжміського зв'язку Семюел Морзе.
- 1845 — «Органічний рух у його зв'язку з обміном речовин» (Закон збереження енергії; Юліус Роберт фон Маєр).
- 1846 — За допомогою математичних розрахунків відкрито планету Нептун.

## Персоналії

### Політичні діячі
- Фердинанд I — імператор .
- Леопольд I — король .
- Микола I — імператор .
- Абдул-Меджид I — султан .
- Вікторія — королева .
- Ізабелла II — королева .
- Бахадур Шах II — імператор моголів.
- Фрідріх Вільгельм IV — король .
- Олександр Герцен (1812–1870) — письменник, революціонер .

### Діячі мистецтва

#### Художники

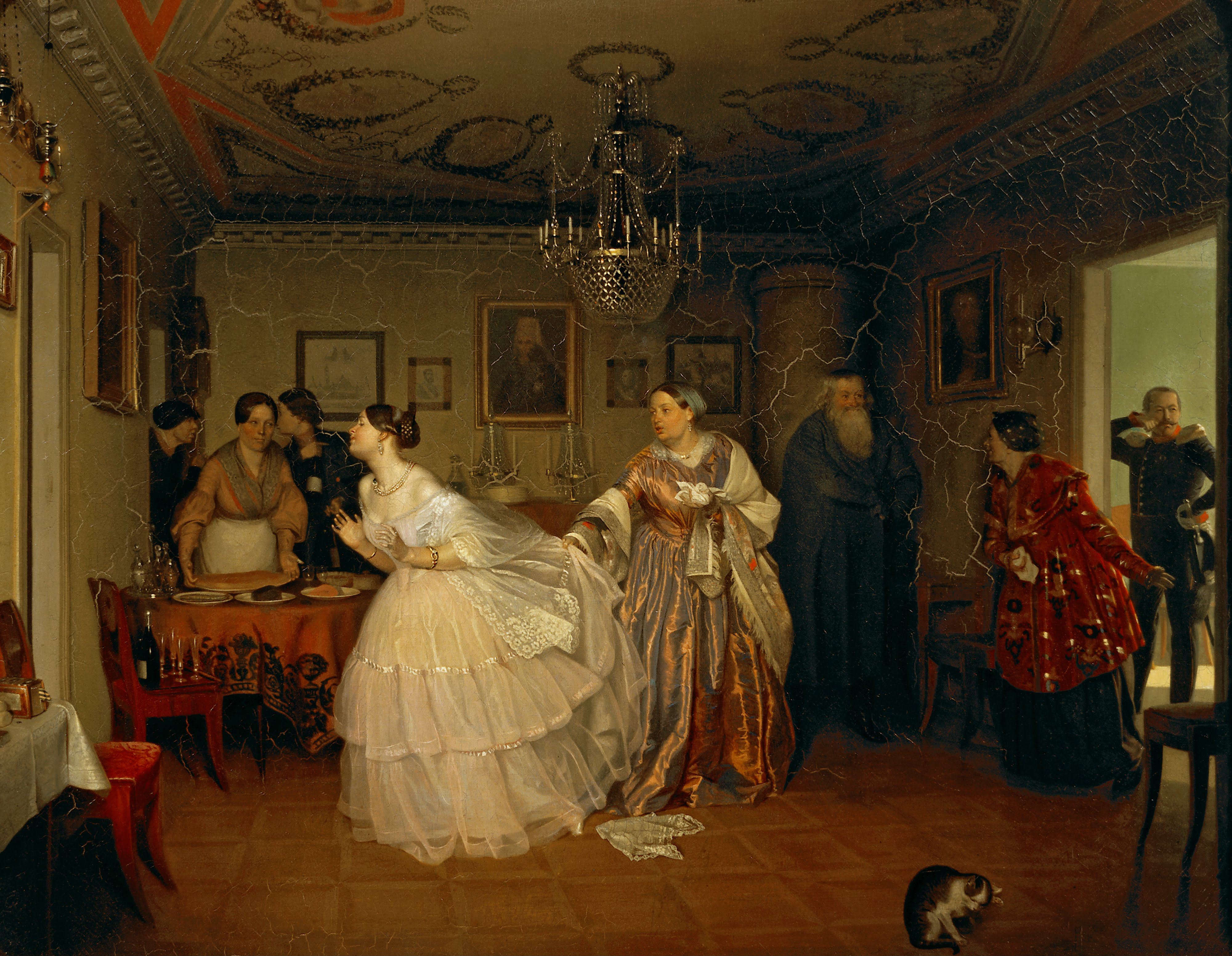
«Сватання майора» (1848; Павло Федотов)

- Павло Федотов (1815–1852)

#### Письменники
- Михайло Лермонтов (1814–1841), поет . «Герой нашого часу» (1840).
- Іван Крилов (1769–1844) . Байки (1805–1843).
- Едгар Аллан По (1809–1849) . «Ворон» (1845).
- Микола Гоголь (1809–1852) . «Мертві душі» (1842).
- Олександр Дюма (батько) (1802–1870) . «Три мушкетери» (1844).
- Ганс Крістіан Андерсен (1805–1875) письменник . «Снігова королева» (1845).
- Шарлотта Бронте (1816–1855) . «Джейн Ейр» (1847).
- Вільям Текерей (1811–1863) . «Ярмарок марнославства» (1848).
- Афанасій Фет (1820—1892), поет .

#### Композитори
- Фелікс Мендельсон (1809–1847) . «Марш Мендельсона» (1842).
- Михайло Глінка (1804–1857) .